# 1980年のアメリカンリーグチャンピオンシップシリーズ
1980年の野球において、メジャーリーグベースボール（MLB）のポストシーズンは10月7日に開幕した。アメリカンリーグの第12回リーグチャンピオンシップシリーズ（英語: 12th American League Championship Series、以下「リーグ優勝決定戦」と表記）は、翌8日から10日にかけて計3試合が開催された。その結果、カンザスシティ・ロイヤルズ（西地区）がニューヨーク・ヤンキース（東地区）を3勝0敗で下し、球団創設12年目で初のリーグ優勝およびワールドシリーズ進出を果たした。
両球団がリーグ優勝決定戦で対戦するのは2年ぶり4回目。1976年から1978年にかけて3年連続で対戦し、全てヤンキースが制していた。この年はロイヤルズが、レギュラーシーズンの直接対決では12試合で8勝4敗、今シリーズも初戦から無傷の3連勝で、合わせて11勝4敗とヤンキースを圧倒した。1961年以降のエクスパンションによって創設された球団がリーグ優勝するのは、アメリカンリーグでは20年目でこれが初めて。アメリカンリーグ優勝決定戦では今回から、シリーズMVPの表彰が始まった。初代受賞者には、3試合で打率.545・1本塁打・3打点・OPS 1.455という成績を残したロイヤルズのフランク・ホワイトが選出された。しかしロイヤルズは、ワールドシリーズではナショナルリーグ王者フィラデルフィア・フィリーズに2勝4敗で敗れ、初優勝を逃した。

## 試合結果
1980年のアメリカンリーグ優勝決定戦は10月8日に開幕し、3日間で3試合が行われた。日程・結果は以下の通り。
| 日付                                                            | 試合  | ビジター球団（先攻）       | スコア | ホーム球団（後攻）         | 開催球場               | 開催球場                                   |
| --------------------------------------------------------------- | ----- | -------------------------- | ------ | -------------------------- | ---------------------- | ------------------------------------------ |
| 10月08日（水）                                                  | 第1戦 | ニューヨーク・ヤンキース   | 2－7   | カンザスシティ・ロイヤルズ | ロイヤルズ・スタジアム | ロイヤルズ・スタジアムヤンキー・スタジアム |
| 10月09日（木）                                                  | 第2戦 | ニューヨーク・ヤンキース   | 2－3   | カンザスシティ・ロイヤルズ | ロイヤルズ・スタジアム | ロイヤルズ・スタジアムヤンキー・スタジアム |
| 10月10日（金）                                                  | 第3戦 | カンザスシティ・ロイヤルズ | 4－2   | ニューヨーク・ヤンキース   | ヤンキー・スタジアム   | ロイヤルズ・スタジアムヤンキー・スタジアム |
| 優勝：カンザスシティ・ロイヤルズ（3勝0敗 / 球団創設12年目で初） |       |                            |        |                            |                        | ロイヤルズ・スタジアムヤンキー・スタジアム |

### 第1戦 10月8日
- ロイヤルズ・スタジアム（ミズーリ州カンザスシティ）

|                            | 1 | 2 | 3 | 4 | 5 | 6 | 7 | 8 | 9 | R | H  | E |
| -------------------------- | - | - | - | - | - | - | - | - | - | - | -- | - |
| ニューヨーク・ヤンキース   | 0 | 2 | 0 | 0 | 0 | 0 | 0 | 0 | 0 | 2 | 10 | 1 |
| カンザスシティ・ロイヤルズ | 0 | 2 | 2 | 0 | 0 | 0 | 1 | 2 | X | 7 | 10 | 0 |

1. 勝利：ラリー・グラ（1勝）
2. 敗戦：ロン・ギドリー（1敗）
3. 本塁打
NYY：リック・セローン1号ソロ、ルー・ピネラ1号ソロ
KC：ジョージ・ブレット1号ソロ
4. 審判
［球審］スティーブ・パレルモ
［塁審］一塁: ジョー・ブリンクマン、二塁: ラリー・マッコイ、三塁: ビル・ハラー
［外審］左翼: ケン・カイザー、右翼: ジョージ・マロニー
5. 試合開始時刻: 中部夏時間（UTC-5）午後2時15分  試合時間: 3時間0分  観客: 4万2598人  気温: 87°F（30.6°C）
詳細: MLB.com Gameday / Baseball-Reference.com

| ニューヨーク・ヤンキース | ニューヨーク・ヤンキース | ニューヨーク・ヤンキース | ニューヨーク・ヤンキース | ニューヨーク・ヤンキース                                                                                                  | カンザスシティ・ロイヤルズ | カンザスシティ・ロイヤルズ | カンザスシティ・ロイヤルズ | カンザスシティ・ロイヤルズ | カンザスシティ・ロイヤルズ                                                                                       |
| ------------------------ | ------------------------ | ------------------------ | ------------------------ | --- | -------------------------- | -------------------------- | -------------------------- | -------------------------- | --- |
| 打順                     | 守備                     | 選手                     | 打席                     | R・ギドリーR・セローンB・ワトソンW・ランドルフA・ロドリゲスB・デントL・ピネラB・ブラウンR・ジャクソンE・ソーダー · ホルム | 打順                       | 守備                       | 選手                       | 打席                       | L・グラD・ポーターP・ラコックF・ホワイトG・ブレットU・ワシントンW・ウィルソンA・オーティスJ・ワーザンH・マクレー |
| 1                        | 二                       | W・ランドルフ            | 右                       | R・ギドリーR・セローンB・ワトソンW・ランドルフA・ロドリゲスB・デントL・ピネラB・ブラウンR・ジャクソンE・ソーダー · ホルム | 1                          | 左                         | W・ウィルソン              | 両                         | L・グラD・ポーターP・ラコックF・ホワイトG・ブレットU・ワシントンW・ウィルソンA・オーティスJ・ワーザンH・マクレー |
| 2                        | 遊                       | B・デント                | 右                       | R・ギドリーR・セローンB・ワトソンW・ランドルフA・ロドリゲスB・デントL・ピネラB・ブラウンR・ジャクソンE・ソーダー · ホルム | 2                          | 遊                         | U・ワシントン              | 両                         | L・グラD・ポーターP・ラコックF・ホワイトG・ブレットU・ワシントンW・ウィルソンA・オーティスJ・ワーザンH・マクレー |
| 3                        | 一                       | B・ワトソン              | 右                       | R・ギドリーR・セローンB・ワトソンW・ランドルフA・ロドリゲスB・デントL・ピネラB・ブラウンR・ジャクソンE・ソーダー · ホルム | 3                          | 三                         | G・ブレット                | 左                         | L・グラD・ポーターP・ラコックF・ホワイトG・ブレットU・ワシントンW・ウィルソンA・オーティスJ・ワーザンH・マクレー |
| 4                        | 右                       | R・ジャクソン            | 左                       | R・ギドリーR・セローンB・ワトソンW・ランドルフA・ロドリゲスB・デントL・ピネラB・ブラウンR・ジャクソンE・ソーダー · ホルム | 4                          | DH                         | H・マクレー                | 右                         | L・グラD・ポーターP・ラコックF・ホワイトG・ブレットU・ワシントンW・ウィルソンA・オーティスJ・ワーザンH・マクレー |
| 5                        | DH                       | E・ソーダーホルム        | 右                       | R・ギドリーR・セローンB・ワトソンW・ランドルフA・ロドリゲスB・デントL・ピネラB・ブラウンR・ジャクソンE・ソーダー · ホルム | 5                          | 中                         | A・オーティス              | 右                         | L・グラD・ポーターP・ラコックF・ホワイトG・ブレットU・ワシントンW・ウィルソンA・オーティスJ・ワーザンH・マクレー |
| 6                        | 捕                       | R・セローン              | 右                       | R・ギドリーR・セローンB・ワトソンW・ランドルフA・ロドリゲスB・デントL・ピネラB・ブラウンR・ジャクソンE・ソーダー · ホルム | 6                          | 右                         | J・ワーザン                | 右                         | L・グラD・ポーターP・ラコックF・ホワイトG・ブレットU・ワシントンW・ウィルソンA・オーティスJ・ワーザンH・マクレー |
| 7                        | 左                       | L・ピネラ                | 右                       | R・ギドリーR・セローンB・ワトソンW・ランドルフA・ロドリゲスB・デントL・ピネラB・ブラウンR・ジャクソンE・ソーダー · ホルム | 7                          | 一                         | W・エイキンズ              | 左                         | L・グラD・ポーターP・ラコックF・ホワイトG・ブレットU・ワシントンW・ウィルソンA・オーティスJ・ワーザンH・マクレー |
| 8                        | 三                       | A・ロドリゲス            | 右                       | R・ギドリーR・セローンB・ワトソンW・ランドルフA・ロドリゲスB・デントL・ピネラB・ブラウンR・ジャクソンE・ソーダー · ホルム | 8                          | 捕                         | D・ポーター                | 左                         | L・グラD・ポーターP・ラコックF・ホワイトG・ブレットU・ワシントンW・ウィルソンA・オーティスJ・ワーザンH・マクレー |
| 9                        | 中                       | B・ブラウン              | 両                       | R・ギドリーR・セローンB・ワトソンW・ランドルフA・ロドリゲスB・デントL・ピネラB・ブラウンR・ジャクソンE・ソーダー · ホルム | 9                          | 二                         | F・ホワイト                | 右                         | L・グラD・ポーターP・ラコックF・ホワイトG・ブレットU・ワシントンW・ウィルソンA・オーティスJ・ワーザンH・マクレー |
| 先発投手                 | 先発投手                 | 先発投手                 | 投球                     | R・ギドリーR・セローンB・ワトソンW・ランドルフA・ロドリゲスB・デントL・ピネラB・ブラウンR・ジャクソンE・ソーダー · ホルム | 先発投手                   | 先発投手                   | 先発投手                   | 投球                       | L・グラD・ポーターP・ラコックF・ホワイトG・ブレットU・ワシントンW・ウィルソンA・オーティスJ・ワーザンH・マクレー |
| R・ギドリー              | R・ギドリー              | R・ギドリー              | 左                       | R・ギドリーR・セローンB・ワトソンW・ランドルフA・ロドリゲスB・デントL・ピネラB・ブラウンR・ジャクソンE・ソーダー · ホルム | L・グラ                    | L・グラ                    | L・グラ                    | 左                         | L・グラD・ポーターP・ラコックF・ホワイトG・ブレットU・ワシントンW・ウィルソンA・オーティスJ・ワーザンH・マクレー |

ロイヤルズの先発投手ラリー・グラに対しヤンキースは2回表、6番リック・セローンと7番ルー・ピネラの2者連続本塁打で先制する。さらに8番アウレリオ・ロドリゲスも二塁打で続き、ロイヤルズはブルペンに救援投手の準備を始めさせた。だがグラは後続を断って2失点にとどめた。その裏、ロイヤルズは先頭打者エイモス・オーティスの中前打から無死一・二塁とする。ヤンキースの先発投手ロン・ギドリーはそこから二死を取ったものの、9番フランク・ホワイトの打席で3球目に暴投し、走者を二・三塁へ進めた。ホワイトがその次の球を打ち上げると、打球は左翼手ピネラと遊撃手バッキー・デントの間に落ちる二塁打となり、2走者が生還して同点となった。ギドリーはこの打球について「あれは捕ってくれないと。俺は、打者に凡フライを打たせるという役割は果たした」と振り返った。ロイヤルズは3回裏にも、二死満塁から7番ウィリー・エイキンズの左前打で2点を加えて勝ち越し、この回終了をもってギドリーを降板に追い込んだ。
グラは序盤の3イニングこそ毎回三塁に走者を背負ったものの、4回表以降は走者に得点圏へ進まれる場面を一度だけに抑えた。その一度は7回表で、二死一・三塁で打席には4番レジー・ジャクソンを迎えたが、二ゴロに打ち取った。ロイヤルズ打線は、7回裏には3番ジョージ・ブレットがロン・デービスからソロ本塁打、8回裏には1番ウィリー・ウィルソンがトム・アンダーウッドから2点二塁打、と相手救援陣からも追加点を奪い7－2とした。9回表、グラは二死から走者を出したものの、最後は2番デントを捕邪飛に打ち取って完投勝利を挙げた。

### 第2戦 10月9日
- ロイヤルズ・スタジアム（ミズーリ州カンザスシティ）

|                            | 1 | 2 | 3 | 4 | 5 | 6 | 7 | 8 | 9 | R | H | E |
| -------------------------- | - | - | - | - | - | - | - | - | - | - | - | - |
| ニューヨーク・ヤンキース   | 0 | 0 | 0 | 0 | 2 | 0 | 0 | 0 | 0 | 2 | 8 | 0 |
| カンザスシティ・ロイヤルズ | 0 | 0 | 3 | 0 | 0 | 0 | 0 | 0 | X | 3 | 6 | 0 |

1. 勝利：デニス・レナード（1勝）
2. セーブ：ダン・クイゼンベリー（1S）
3. 敗戦：ルディ・メイ（1敗）
4. 本塁打
NYY：グレイグ・ネトルズ1号ソロ
5. 審判
［球審］ジョー・ブリンクマン
［塁審］一塁: ラリー・マッコイ、二塁: ビル・ハラー、三塁: ケン・カイザー
［外審］左翼: ジョージ・マロニー、右翼: スティーブ・パレルモ
6. 試合開始時刻: 中部夏時間（UTC-5）午後7時25分  試合時間: 2時間51分  観客: 4万2633人  気温: 83°F（28.3°C）
詳細: MLB.com Gameday / Baseball-Reference.com

| ニューヨーク・ヤンキース | ニューヨーク・ヤンキース | ニューヨーク・ヤンキース | ニューヨーク・ヤンキース | ニューヨーク・ヤンキース                                                                                       | カンザスシティ・ロイヤルズ | カンザスシティ・ロイヤルズ | カンザスシティ・ロイヤルズ | カンザスシティ・ロイヤルズ | カンザスシティ・ロイヤルズ                                                                                           |
| ------------------------ | ------------------------ | ------------------------ | ------------------------ | --- | -------------------------- | -------------------------- | -------------------------- | -------------------------- | --- |
| 打順                     | 守備                     | 選手                     | 打席                     | R・メイR・セローンB・ワトソンW・ランドルフG・ネトルズB・デントO・ギャンブルB・ブラウンR・ジャクソンB・マーサー | 打順                       | 守備                       | 選手                       | 打席                       | D・レナードD・ポーターP・ラコックF・ホワイトG・ブレットU・ワシントンW・ウィルソンA・オーティスJ・ワーザンH・マクレー |
| 1                        | 二                       | W・ランドルフ            | 右                       | R・メイR・セローンB・ワトソンW・ランドルフG・ネトルズB・デントO・ギャンブルB・ブラウンR・ジャクソンB・マーサー | 1                          | 左                         | W・ウィルソン              | 両                         | D・レナードD・ポーターP・ラコックF・ホワイトG・ブレットU・ワシントンW・ウィルソンA・オーティスJ・ワーザンH・マクレー |
| 2                        | DH                       | B・マーサー              | 左                       | R・メイR・セローンB・ワトソンW・ランドルフG・ネトルズB・デントO・ギャンブルB・ブラウンR・ジャクソンB・マーサー | 2                          | 遊                         | U・ワシントン              | 両                         | D・レナードD・ポーターP・ラコックF・ホワイトG・ブレットU・ワシントンW・ウィルソンA・オーティスJ・ワーザンH・マクレー |
| 3                        | 一                       | B・ワトソン              | 右                       | R・メイR・セローンB・ワトソンW・ランドルフG・ネトルズB・デントO・ギャンブルB・ブラウンR・ジャクソンB・マーサー | 3                          | 三                         | G・ブレット                | 左                         | D・レナードD・ポーターP・ラコックF・ホワイトG・ブレットU・ワシントンW・ウィルソンA・オーティスJ・ワーザンH・マクレー |
| 4                        | 右                       | R・ジャクソン            | 左                       | R・メイR・セローンB・ワトソンW・ランドルフG・ネトルズB・デントO・ギャンブルB・ブラウンR・ジャクソンB・マーサー | 4                          | DH                         | H・マクレー                | 右                         | D・レナードD・ポーターP・ラコックF・ホワイトG・ブレットU・ワシントンW・ウィルソンA・オーティスJ・ワーザンH・マクレー |
| 5                        | 左                       | O・ギャンブル            | 左                       | R・メイR・セローンB・ワトソンW・ランドルフG・ネトルズB・デントO・ギャンブルB・ブラウンR・ジャクソンB・マーサー | 5                          | 中                         | A・オーティス              | 右                         | D・レナードD・ポーターP・ラコックF・ホワイトG・ブレットU・ワシントンW・ウィルソンA・オーティスJ・ワーザンH・マクレー |
| 6                        | 捕                       | R・セローン              | 右                       | R・メイR・セローンB・ワトソンW・ランドルフG・ネトルズB・デントO・ギャンブルB・ブラウンR・ジャクソンB・マーサー | 6                          | 右                         | J・ワーザン                | 右                         | D・レナードD・ポーターP・ラコックF・ホワイトG・ブレットU・ワシントンW・ウィルソンA・オーティスJ・ワーザンH・マクレー |
| 7                        | 三                       | G・ネトルズ              | 左                       | R・メイR・セローンB・ワトソンW・ランドルフG・ネトルズB・デントO・ギャンブルB・ブラウンR・ジャクソンB・マーサー | 7                          | 一                         | W・エイキンズ              | 左                         | D・レナードD・ポーターP・ラコックF・ホワイトG・ブレットU・ワシントンW・ウィルソンA・オーティスJ・ワーザンH・マクレー |
| 8                        | 遊                       | B・デント                | 右                       | R・メイR・セローンB・ワトソンW・ランドルフG・ネトルズB・デントO・ギャンブルB・ブラウンR・ジャクソンB・マーサー | 8                          | 捕                         | D・ポーター                | 左                         | D・レナードD・ポーターP・ラコックF・ホワイトG・ブレットU・ワシントンW・ウィルソンA・オーティスJ・ワーザンH・マクレー |
| 9                        | 中                       | B・ブラウン              | 両                       | R・メイR・セローンB・ワトソンW・ランドルフG・ネトルズB・デントO・ギャンブルB・ブラウンR・ジャクソンB・マーサー | 9                          | 二                         | F・ホワイト                | 右                         | D・レナードD・ポーターP・ラコックF・ホワイトG・ブレットU・ワシントンW・ウィルソンA・オーティスJ・ワーザンH・マクレー |
| 先発投手                 | 先発投手                 | 先発投手                 | 投球                     | R・メイR・セローンB・ワトソンW・ランドルフG・ネトルズB・デントO・ギャンブルB・ブラウンR・ジャクソンB・マーサー | 先発投手                   | 先発投手                   | 先発投手                   | 投球                       | D・レナードD・ポーターP・ラコックF・ホワイトG・ブレットU・ワシントンW・ウィルソンA・オーティスJ・ワーザンH・マクレー |
| R・メイ                  | R・メイ                  | R・メイ                  | 左                       | R・メイR・セローンB・ワトソンW・ランドルフG・ネトルズB・デントO・ギャンブルB・ブラウンR・ジャクソンB・マーサー | D・レナード                | D・レナード                | D・レナード                | 左                         | D・レナードD・ポーターP・ラコックF・ホワイトG・ブレットU・ワシントンW・ウィルソンA・オーティスJ・ワーザンH・マクレー |

ロイヤルズは3回裏、一死から8番ダレル・ポーターと9番フランク・ホワイトの連打で一・二塁とし、1番ウィリー・ウィルソンの適時三塁打で2点を先制、2番U・L・ワシントンも二塁打でウィルソンを還し1点を加えた。ヤンキースは5回表、7番グレイグ・ネトルズのランニング本塁打で1点を返すと、さらに二死一塁から1番ウィリー・ランドルフの適時二塁打で1点差に迫った。ロイヤルズの先発投手デニス・レナードは、次打者ボビー・マーサーは三振に仕留め、ランドルフに同点のホームを踏ませなかった。レナードもヤンキースの先発投手ルディ・メイも、互いに相手打線に追加点を与えず投げ続け、3－2のまま7回までが終わった。
8回表、ヤンキースは一死から1番ランドルフが右前打で出塁する。2番マーサーが3球三振で走者を進められずに二死となったあと、3番ボブ・ワトソンが左翼へ二塁打を放った。打球はバウンドして外野フェンスに達し、左翼手ウィルソンが処理して内野へ返球したが、遊撃手ワシントンの頭上を越えた。ヤンキース三塁コーチのマイク・フェラーロはこれを見て、ランドルフに本塁へ向かうよう指示する。しかしウィルソンの返球は悪送球ではなく、ワシントンの奥にいた三塁手ジョージ・ブレットを狙ったものだった。ブレットが返球を受けて捕手ポーターへ送球し、ランドルフは本塁タッチアウトで同点とはならなかった。このプレイについてブレットは「スプリングトレーニングで1週間かけてあらゆる角度から練習してきたけど、実戦でやったのはこれが今年初めて」と、珍しいながらも狙い通りだったと明かした。ロイヤルズはその後、9回表の相手先頭打者レジー・ジャクソンが左前打で出塁したところで、レナードから抑え投手ダン・クイゼンベリーへ継投する。クイゼンベリーは一死一・二塁と逆転の走者を出塁させたものの、最後は7番ネトルズを二ゴロ併殺に打ち取って1点リードを守りきった。
試合後、ヤンキース球団オーナーのジョージ・スタインブレナーが監督室に現れ、8回表のランドルフ本塁憤死について報道陣の前でフェラーロを批判した。ただフェラーロによると、スタインブレナーはフェラーロに対しては直接何かを言ったわけではなく「ただじっと睨みつけてきただけだった」という。スタインブレナーのフェラーロ批判に対し監督のディック・ハウザーは、自身にも10年の三塁コーチ経験があることから、あの場面では自分も本塁突入を指示すると述べてフェラーロをかばった。

### 第3戦 10月10日
- ヤンキー・スタジアム（ニューヨーク州ニューヨーク市ブロンクス区）

|                            | 1 | 2 | 3 | 4 | 5 | 6 | 7 | 8 | 9 | R | H  | E |
| -------------------------- | - | - | - | - | - | - | - | - | - | - | -- | - |
| カンザスシティ・ロイヤルズ | 0 | 0 | 0 | 0 | 1 | 0 | 3 | 0 | 0 | 4 | 12 | 1 |
| ニューヨーク・ヤンキース   | 0 | 0 | 0 | 0 | 0 | 2 | 0 | 0 | 0 | 2 | 8  | 0 |

1. 勝利：ダン・クイゼンベリー（1勝1S）
2. 敗戦：リッチ・ゴセージ（1敗）
3. 本塁打
KC：フランク・ホワイト1号ソロ、ジョージ・ブレット2号3ラン
4. 審判
［球審］ラリー・マッコイ
［塁審］一塁: ビル・ハラー、二塁: ケン・カイザー、三塁: ジョージ・マロニー
［外審］左翼: スティーブ・パレルモ、右翼: ジョー・ブリンクマン
5. 試合開始時刻: 東部夏時間（UTC-4）午後8時27分  試合時間: 2時間59分  観客: 5万6588人
詳細: MLB.com Gameday / Baseball-Reference.com

| カンザスシティ・ロイヤルズ | カンザスシティ・ロイヤルズ | カンザスシティ・ロイヤルズ | カンザスシティ・ロイヤルズ | カンザスシティ・ロイヤルズ                                                                                                 | ニューヨーク・ヤンキース | ニューヨーク・ヤンキース | ニューヨーク・ヤンキース | ニューヨーク・ヤンキース | ニューヨーク・ヤンキース                                                                                                |
| -------------------------- | -------------------------- | -------------------------- | -------------------------- | --- | ------------------------ | ------------------------ | ------------------------ | ------------------------ | --- |
| 打順                       | 守備                       | 選手                       | 打席                       | P・スプリットオフD・ポーターP・ラコックF・ホワイトG・ブレットU・ワシントンW・ウィルソンA・オーティスC・ハードルH・マクレー | 打順                     | 守備                     | 選手                     | 打席                     | T・ジョンR・セローンB・ワトソンW・ランドルフA・ロドリゲスB・デントL・ピネラB・ブラウンR・ジャクソンE・ソーダー · ホルム |
| 1                          | 左                         | W・ウィルソン              | 両                         | P・スプリットオフD・ポーターP・ラコックF・ホワイトG・ブレットU・ワシントンW・ウィルソンA・オーティスC・ハードルH・マクレー | 1                        | 二                       | W・ランドルフ            | 右                       | T・ジョンR・セローンB・ワトソンW・ランドルフA・ロドリゲスB・デントL・ピネラB・ブラウンR・ジャクソンE・ソーダー · ホルム |
| 2                          | 遊                         | U・ワシントン              | 両                         | P・スプリットオフD・ポーターP・ラコックF・ホワイトG・ブレットU・ワシントンW・ウィルソンA・オーティスC・ハードルH・マクレー | 2                        | 遊                       | B・デント                | 右                       | T・ジョンR・セローンB・ワトソンW・ランドルフA・ロドリゲスB・デントL・ピネラB・ブラウンR・ジャクソンE・ソーダー · ホルム |
| 3                          | 三                         | G・ブレット                | 左                         | P・スプリットオフD・ポーターP・ラコックF・ホワイトG・ブレットU・ワシントンW・ウィルソンA・オーティスC・ハードルH・マクレー | 3                        | 一                       | B・ワトソン              | 右                       | T・ジョンR・セローンB・ワトソンW・ランドルフA・ロドリゲスB・デントL・ピネラB・ブラウンR・ジャクソンE・ソーダー · ホルム |
| 4                          | DH                         | H・マクレー                | 右                         | P・スプリットオフD・ポーターP・ラコックF・ホワイトG・ブレットU・ワシントンW・ウィルソンA・オーティスC・ハードルH・マクレー | 4                        | 右                       | R・ジャクソン            | 左                       | T・ジョンR・セローンB・ワトソンW・ランドルフA・ロドリゲスB・デントL・ピネラB・ブラウンR・ジャクソンE・ソーダー · ホルム |
| 5                          | 中                         | A・オーティス              | 右                         | P・スプリットオフD・ポーターP・ラコックF・ホワイトG・ブレットU・ワシントンW・ウィルソンA・オーティスC・ハードルH・マクレー | 5                        | DH                       | E・ソーダーホルム        | 右                       | T・ジョンR・セローンB・ワトソンW・ランドルフA・ロドリゲスB・デントL・ピネラB・ブラウンR・ジャクソンE・ソーダー · ホルム |
| 6                          | 一                         | W・エイキンズ              | 左                         | P・スプリットオフD・ポーターP・ラコックF・ホワイトG・ブレットU・ワシントンW・ウィルソンA・オーティスC・ハードルH・マクレー | 6                        | 捕                       | R・セローン              | 右                       | T・ジョンR・セローンB・ワトソンW・ランドルフA・ロドリゲスB・デントL・ピネラB・ブラウンR・ジャクソンE・ソーダー · ホルム |
| 7                          | 捕                         | D・ポーター                | 左                         | P・スプリットオフD・ポーターP・ラコックF・ホワイトG・ブレットU・ワシントンW・ウィルソンA・オーティスC・ハードルH・マクレー | 7                        | 左                       | L・ピネラ                | 右                       | T・ジョンR・セローンB・ワトソンW・ランドルフA・ロドリゲスB・デントL・ピネラB・ブラウンR・ジャクソンE・ソーダー · ホルム |
| 8                          | 右                         | C・ハードル                | 左                         | P・スプリットオフD・ポーターP・ラコックF・ホワイトG・ブレットU・ワシントンW・ウィルソンA・オーティスC・ハードルH・マクレー | 8                        | 三                       | A・ロドリゲス            | 右                       | T・ジョンR・セローンB・ワトソンW・ランドルフA・ロドリゲスB・デントL・ピネラB・ブラウンR・ジャクソンE・ソーダー · ホルム |
| 9                          | 二                         | F・ホワイト                | 右                         | P・スプリットオフD・ポーターP・ラコックF・ホワイトG・ブレットU・ワシントンW・ウィルソンA・オーティスC・ハードルH・マクレー | 9                        | 中                       | B・ブラウン              | 両                       | T・ジョンR・セローンB・ワトソンW・ランドルフA・ロドリゲスB・デントL・ピネラB・ブラウンR・ジャクソンE・ソーダー · ホルム |
| 先発投手                   | 先発投手                   | 先発投手                   | 投球                       | P・スプリットオフD・ポーターP・ラコックF・ホワイトG・ブレットU・ワシントンW・ウィルソンA・オーティスC・ハードルH・マクレー | 先発投手                 | 先発投手                 | 先発投手                 | 投球                     | T・ジョンR・セローンB・ワトソンW・ランドルフA・ロドリゲスB・デントL・ピネラB・ブラウンR・ジャクソンE・ソーダー · ホルム |
| P・スプリットオフ          | P・スプリットオフ          | P・スプリットオフ          | 左                         | P・スプリットオフD・ポーターP・ラコックF・ホワイトG・ブレットU・ワシントンW・ウィルソンA・オーティスC・ハードルH・マクレー | T・ジョン                | T・ジョン                | T・ジョン                | 左                       | T・ジョンR・セローンB・ワトソンW・ランドルフA・ロドリゲスB・デントL・ピネラB・ブラウンR・ジャクソンE・ソーダー · ホルム |

この試合では両チームの先発投手、ヤンキースのトミー・ジョンとロイヤルズのポール・スプリットオフが、ともに無失点のまま序盤の4イニングを終えた。先制したのはロイヤルズで、5回表にフランク・ホワイトがソロ本塁打を放った。対するヤンキースは6回裏、一死から4番レジー・ジャクソンが二塁打で出塁する。ここでロイヤルズはスプリットオフに代えて抑え投手ダン・クイゼンベリーを投入し、ヤンキースは5番エリック・ソーダーホルムの代打にオスカー・ギャンブルを出す。ギャンブルは二遊間へゴロを放ち、二塁手ホワイトが逆シングルで捕球したものの、三塁への送球が高く浮いて悪送球となりジャクソンが同点のホームを踏んだ。さらにギャンブルも三塁へ進んで6番リック・セローンの左前打で生還し、ヤンキースが勝ち越した。
その直後の7回表、ロイヤルズは1番ウィリー・ウィルソンの二塁打で二死二塁とし、ヤンキースはジョンから抑え投手リッチ・ゴセージへ継投した。しかしゴセージは、2番U・L・ワシントンの内野安打で一・三塁と危機を広げた。続く3番ジョージ・ブレットは、この試合ここまでジョンに3打数無安打に封じられていた。この打席について「ジョンと対戦するのは懲り懲りだったから、ゴセージが出てきてくれてよかった」と話す。ブレットが初球を捉えると、打球は右翼席へ飛び込む逆転の3点本塁打となった。ヤンキースは8回裏、先頭打者ボブ・ワトソンの三塁打に4番ジャクソンと5番ギャンブルが四球で続き、無死満塁の好機を迎える。だが6番セローンの遊直で二塁走者ジャクソンが戻れず併殺、7番ルー・ピネラの代打ジム・スペンサーも二ゴロに倒れ、ヤンキースは同点・逆転の機会を逸した。クイゼンベリーは9回も続投し、三者凡退で締めくくった。これによりロイヤルズが初戦からの3連勝でヤンキースを下し、初のリーグ優勝を決めた。
シリーズ終了後の11月、ヤンキース球団オーナーのジョージ・スタインブレナーが監督のディック・ハウザーの頭越しにコーチ人事に手を出し、三塁コーチのマイク・フェラーロを解任してドン・ジマーに就任を要請する方針をいったん決めた。これが決め手となり、ハウザーは監督を辞任した。ハウザーは球団を去ると決意した際、フェラーロへ「コーチ陣は来年も球団に戻る。ただ君は三塁コーチから一塁コーチへ配置換えになるかもわからんが」と連絡を入れており、実際にフェラーロは1981年も一塁コーチとして残留した。このあとハウザーは、1981年シーズン途中からロイヤルズ監督に就任すると、1984年にはフェラーロを三塁コーチに据え、1985年のワールドシリーズで優勝を果たすこととなる。